# Потоцький Ярослав Станіславович
Граф Ярослав Станіславович Потоцький гербу «Пилява» (пол. Jarosław Stanisław Potocki, рос. Потоцкий Ярослав Станиславович; 1784, Тульчин — 1838, Познань) — масон, генерал-майор Російської імператорської армії (1816), гофмаршал двору (1830).

## Біографія
Представник польського магнатського роду Потоцьких гербу «Пилява» народився в родовому маєтку Потоцьких в Тульчині, Україна. Другий син генерала коронної артилерії та маршала Тарговицької конфедерації графа Станіслава Щенсного Потоцького (1752—1805) від другого шлюбу з Юзефіною Амалією Мнішек (1754—1798).
Здобув домашню освіту. У 1810 році був призначений камер-юнкером імператорського двору та підполковником корпусу інженерів шляхів сполучення, потім перебував за кордоном. Наприкінці 1812 Ярослав Потоцький повернувся на батьківщину і до 1816 був одним з директорів-керівників корпусу інженерів шляхів сполучення.
16 травня 1813 року він у чині полковника перейшов військову службу в російську армію. 4 квітня 1814 року був призначений флігель-ад'ютантом імператора Олександра Павловича. 30 серпня 1816 року граф Потоцький отримав звання генерал-майора. У січні 1830 був призначений гофмаршалом імператорського двору.
Граф Ярослав Потоцький був головним спадкоємцем величезного статку свого батька. У суспільстві славився своїми прийомами та дивацтвами багатої людини. Помер 1838 року в Познані.

## Родина

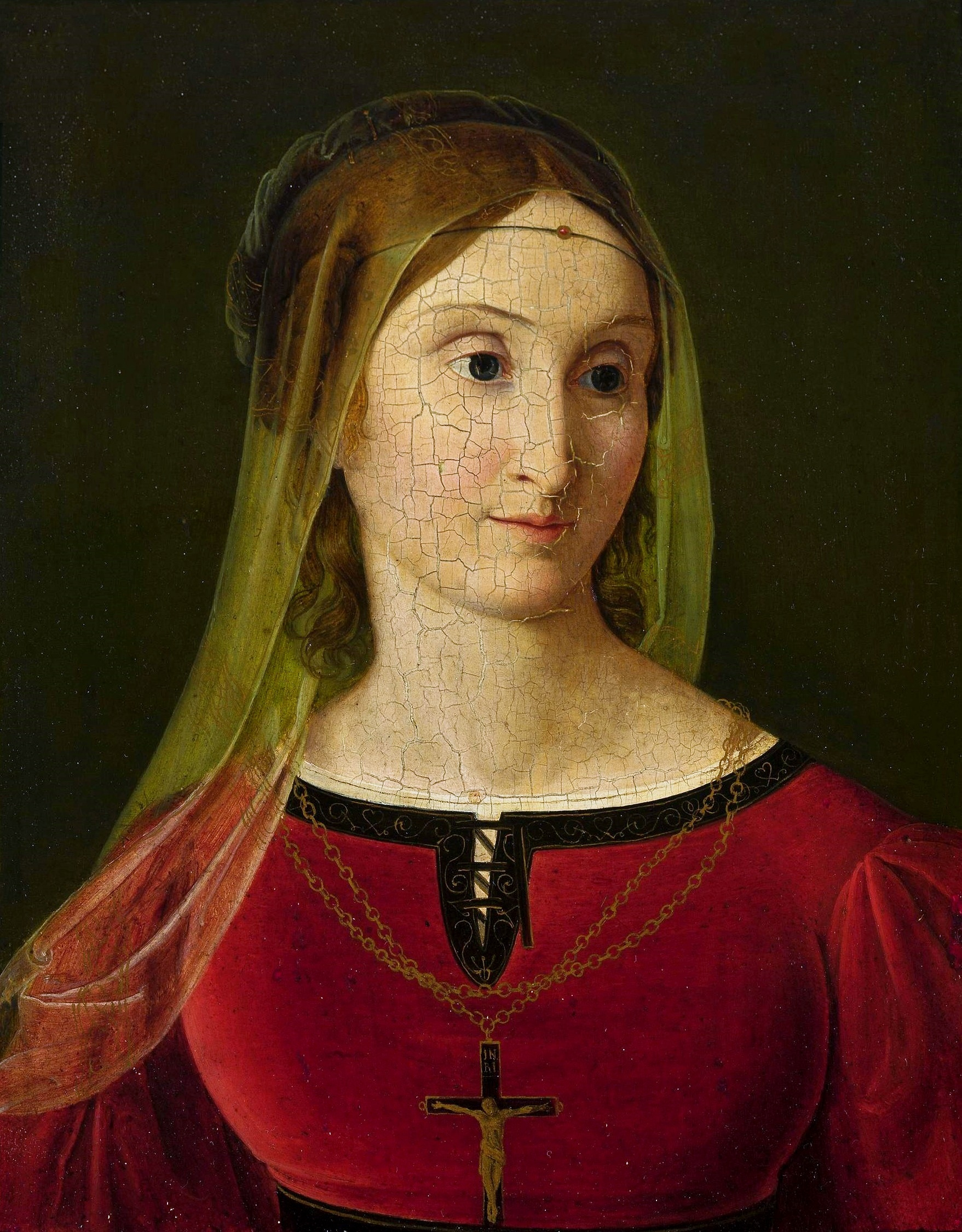
Марія Потоцька у костюмі епохи Ренесансу

Дружина (з 1810; Відень) — Марія Жевуська (1786—1848), дочка генерал-майора коронних військ та гетьмана польного коронного Северина Жевуського (1743—1811) від шлюбу його з Констанцією Любомирською (1763—1840). За словами сучасниці, графиня Потоцька була «дама розумна, освічена та доброчесна. Вона пережила свого гуляку чоловіка, можливо, тільки для того, щоб стати щитом для молодої невістки, на яку чекала аналогічна їй доля, оскільки син її, Костянтин, недалеко пішов від свого батька». У паризькому салоні графині часто бував Шопен, а серед її шанувальників був письменник Ян Потоцький. Захоплюючись колекціонуванням, вона зібрала чудову бібліотеку. Померла в маєтку сина в селі Печера. Нащадки її зараз живуть у США та у Кракові. (Це єдині продовжувачі лінії Станіслава Щенсного).
- Костянтин (1815—1857), навчався в Женеві, власник маєтку Печера, дружина — Юзефа фон Тізенгаузен (1824—1849).
- Вацлав (1817—1869)

## Ордени та нагороди
- Орден Святого Іоанна Єрусалимського
- Орден Святого Володимира 3-го ступеня (1812)
- Орден Святої Анни 1-го ступеня (1831)
- Прусський орден «Pour le Mérite» (1814)